# Castro (Puebla de Trives)
Castro (llamada oficialmente San Nicolao do Castro) es una parroquia y un lugar del municipio español de Puebla de Trives, en la provincia de Orense, Galicia.

## Toponimia
La parroquia también es conocida por el nombre de San Nicolás de Castro.

## Organización territorial
La parroquia está formada por una entidad de población:
- Castro (O Castro)

## Demografía
Gráfica demográfica del lugar y parroquia de Castro según el INE español:
| Gráfica de evolución demográfica de Castro entre 2000 y 2023 |
|                                                              |
| Datos según el nomenclátor publicado por el INE.             |